# Ixeridium subacaule
Ixeridium subacaule là một loài thực vật có hoa trong họ Cúc. Loài này được (J.Kost.) Pak & Kawano mô tả khoa học đầu tiên năm 1992.